# 오구라 유나
오구라 유나(小倉由菜, 1998년 11월 5일~)는 일본의 AV 여배우이다. SOD 소속으로 활동하고 있으며, 2019년 한국인들을 대상으로 한 유튜브 채널을 개설하여 2019년 7월 기준 16만명의 구독자를 확보하며 화제가 되었다.